# Benoît Violier

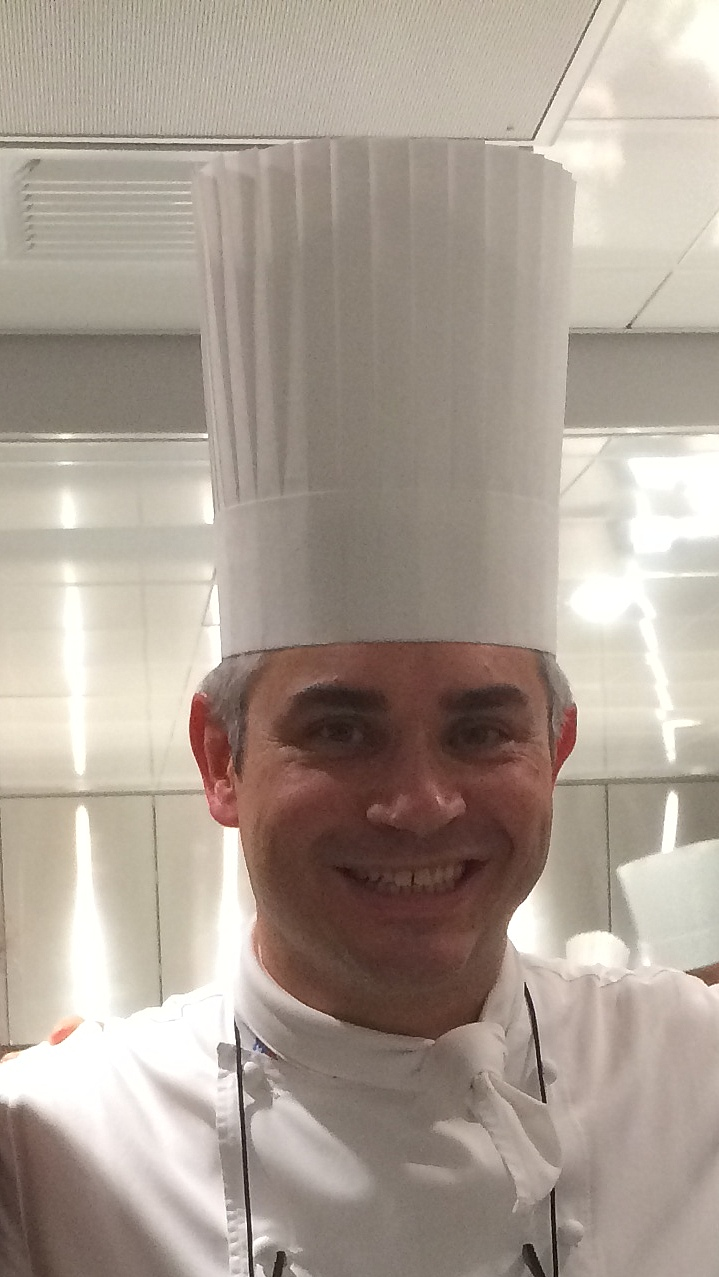
Violier (kwiecień 2015)

Benoît Violier (ur. 22 sierpnia 1971 w Saintes, zm. 31 stycznia 2016 w Crissier) – francuski kucharz.

## Życiorys
W 1991 roku wyjechał do Paryża, gdzie uczył się pod okiem kucharzy Joela Robuchona i Benoit Guicharda. W 1996 roku rozpoczął pracę w restauracji luksusowego hotelu I'Hotel de Ville, znajdującym się w szwajcarskiej miejscowości Crissier; został jej szefem w 2002 roku. Restauracja, którą kierował Violier, miała trzy gwiazdki Michelina, a w grudniu 2015 przewodnik La Liste uznał ją za najlepszą na świecie.
31 stycznia 2016 roku Violier został znaleziony martwy w swoim domu w Szwajcarii. Według tamtejszej policji, zmarł śmiercią samobójczą strzeliwszy do siebie z broni. Dzień po jego śmieci, 1 lutego 2016 przewodnik Michelina utrzymał dla kierowanej przez niego restauracji ocenę trzech gwiazdek. Posiadał obywatelstwo szwajcarskie. Ceremonia pogrzebowa odbyła się 5 lutego 2016 w katedrze w Lozannie; 6 lutego Violier został pochowany w miejscowości Saintes w regionie Charente-Maritime.

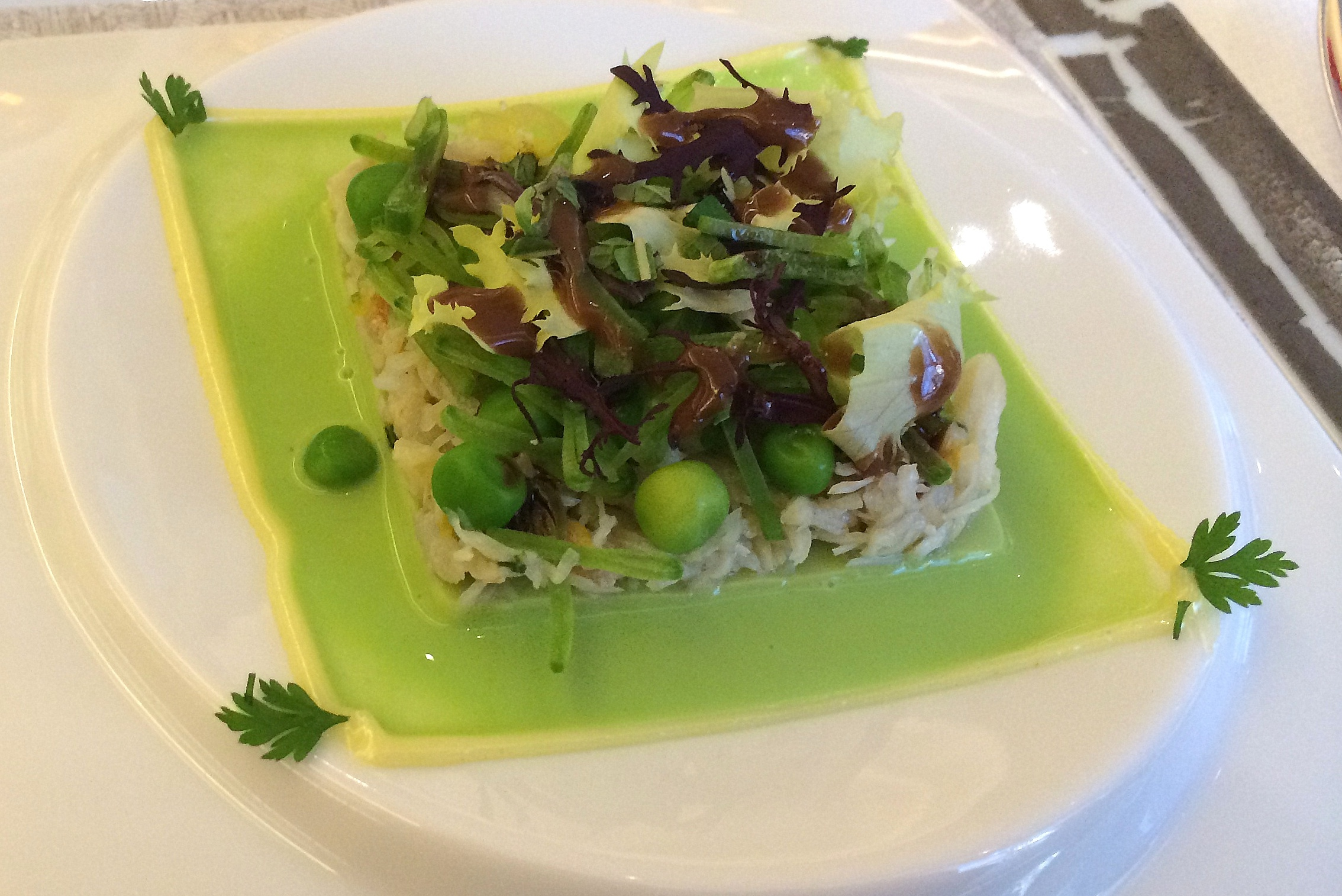
Composition verte.
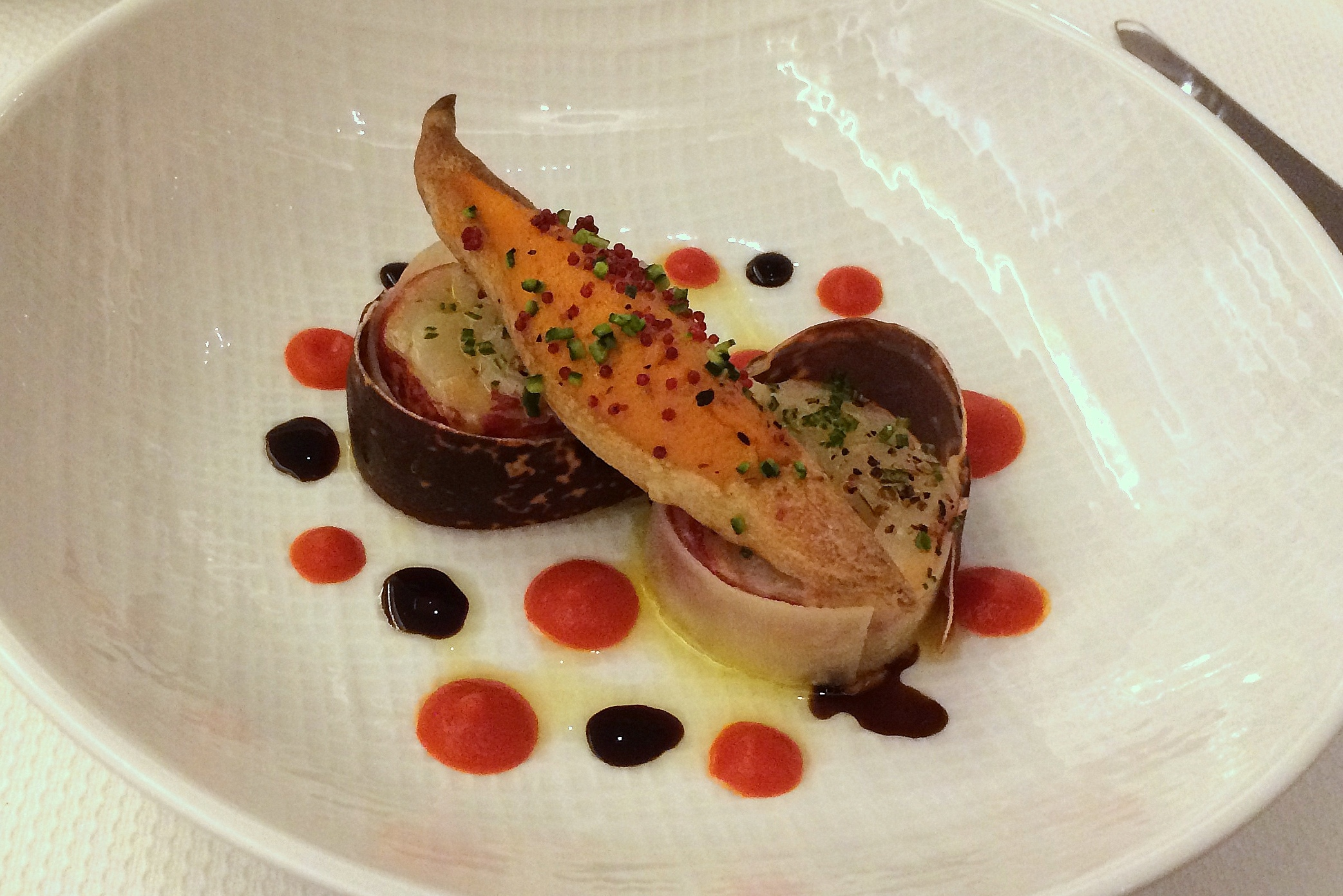
Composition maritime (homard et rouget).
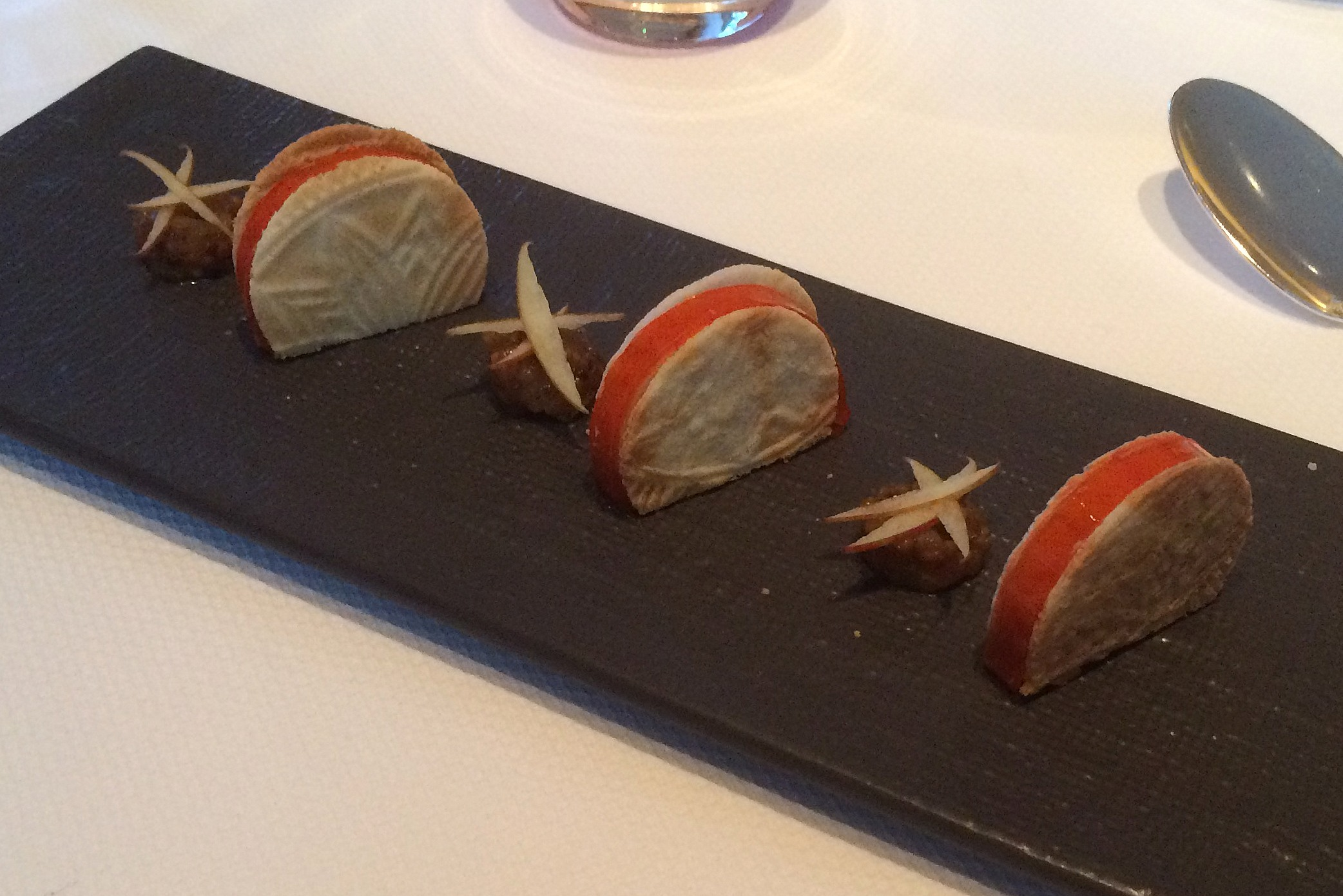
Symphonie papillaire.
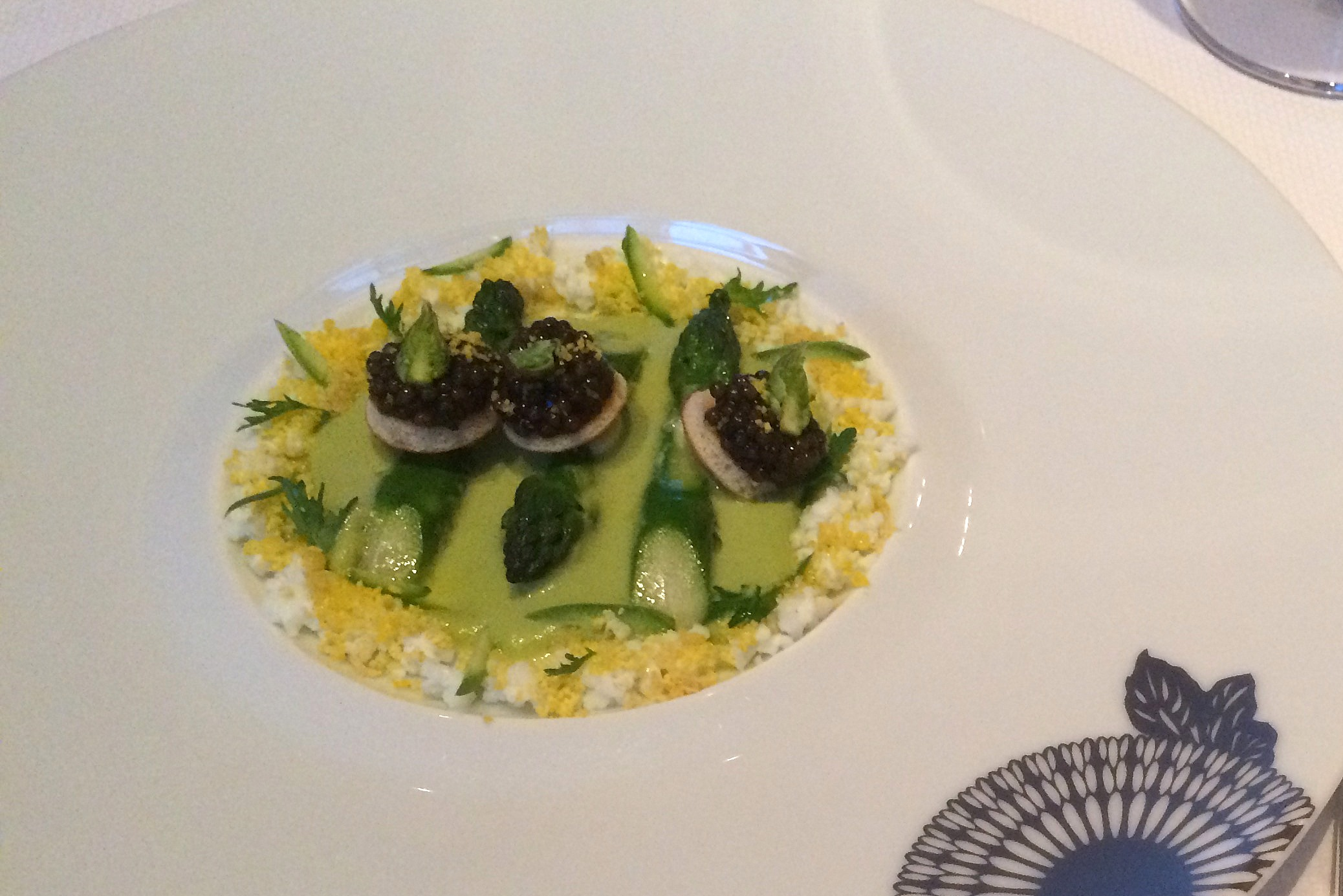
Sonate printanière.
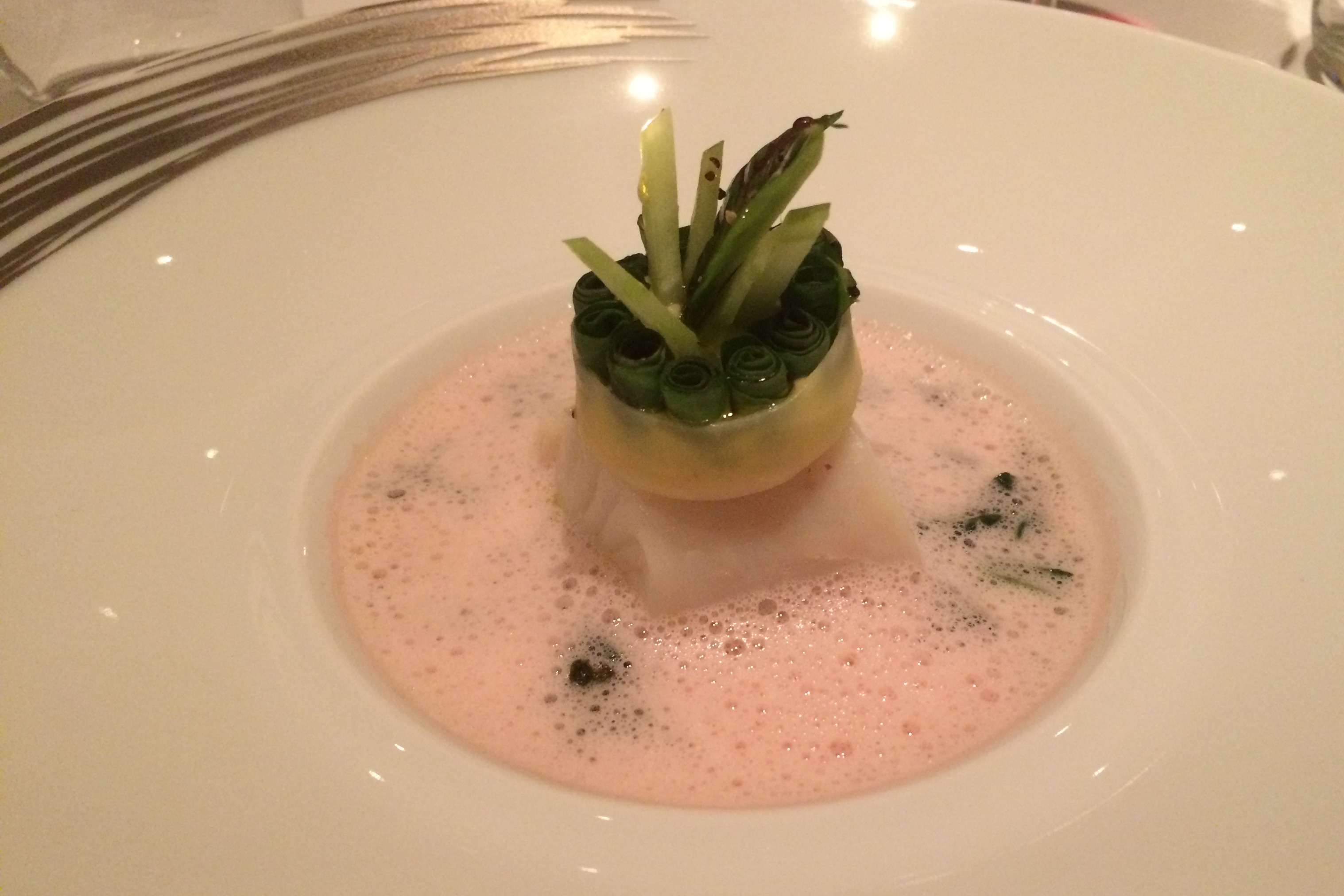
Asperges sauvageonnes sur émulsion.
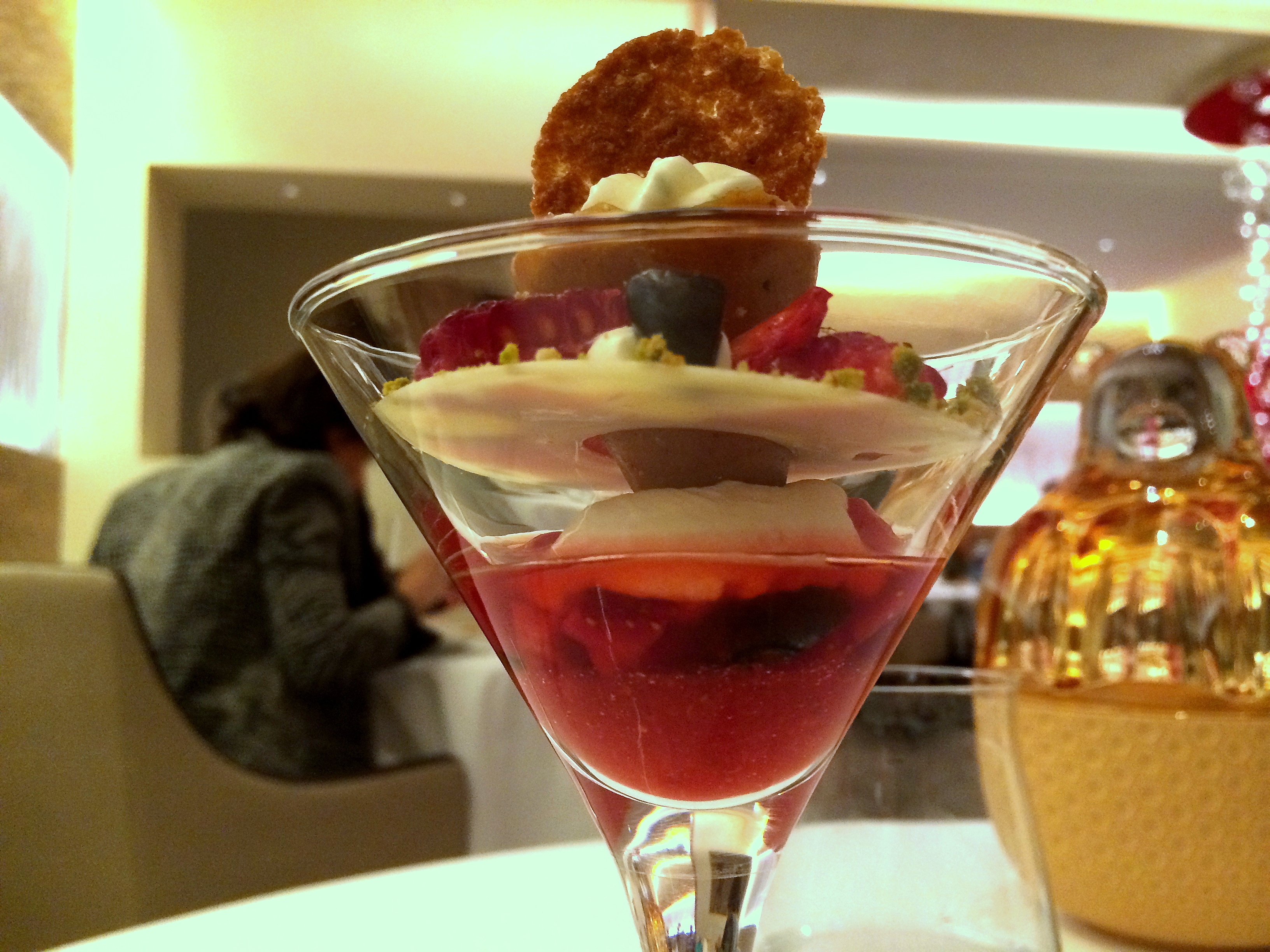
Structure en équilibre.
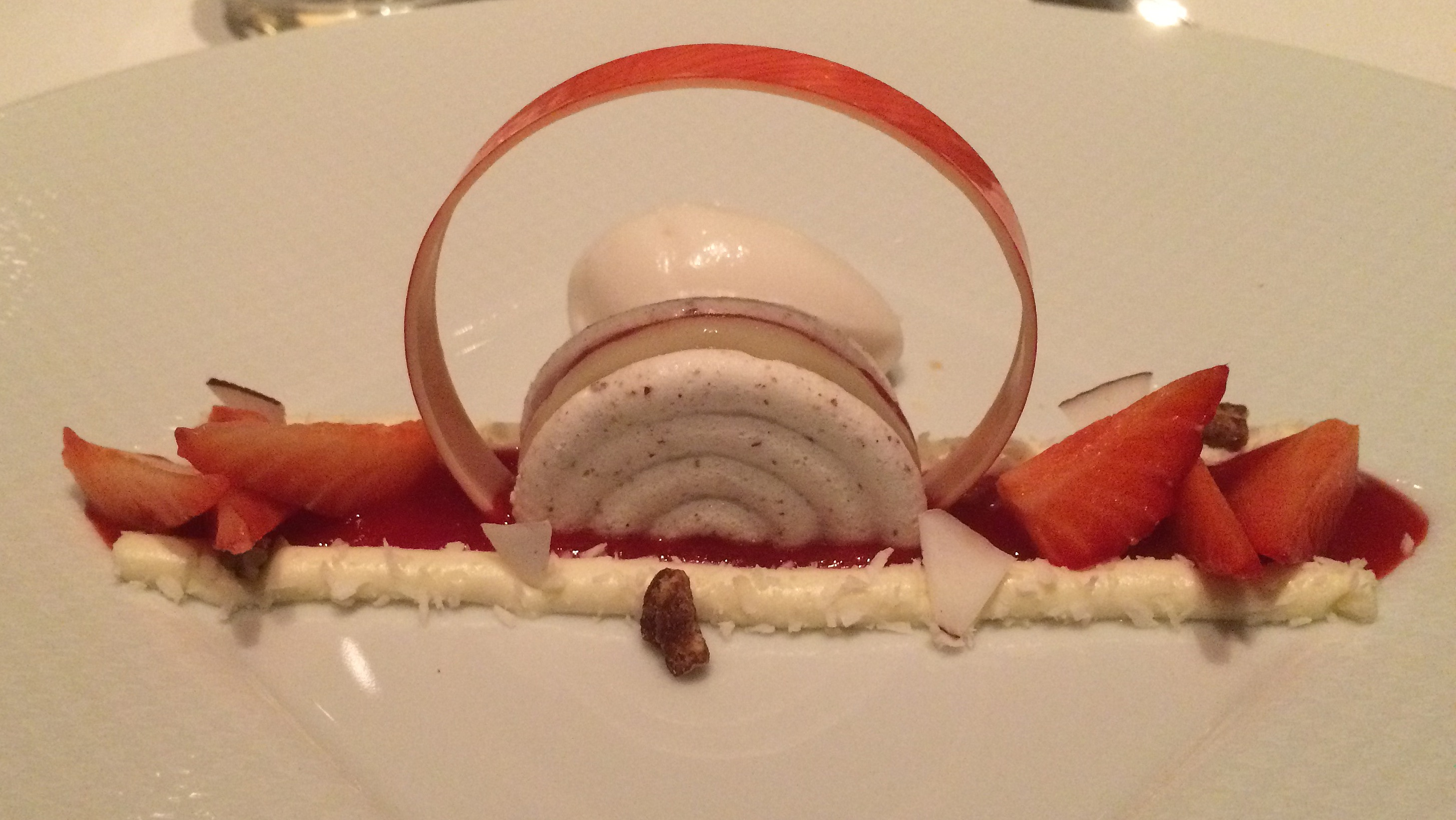
Éclat de joies.
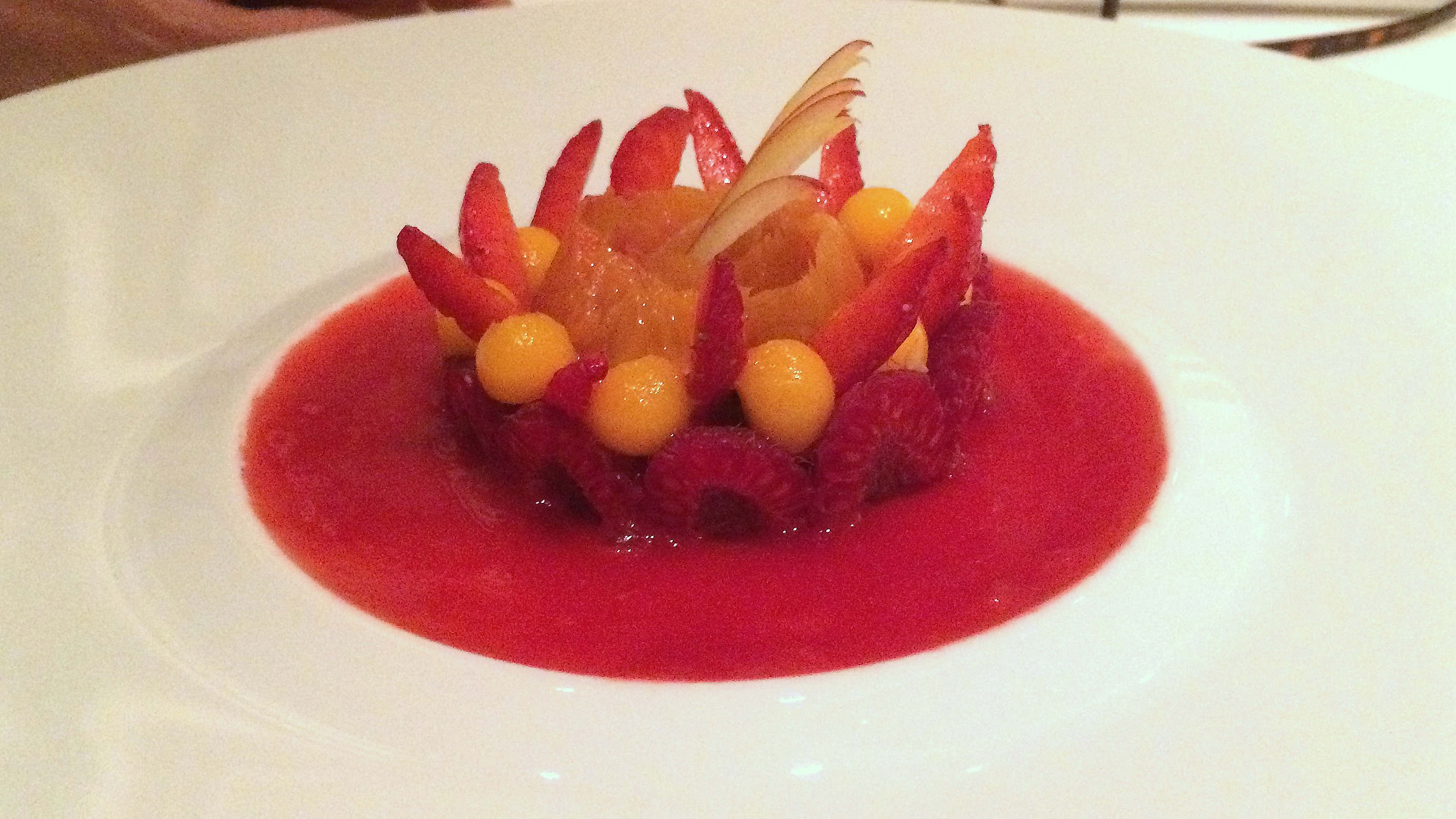
Bouquet d'amour.